# Élection présidentielle libanaise de 2022-2025
L'élection présidentielle libanaise de 2022-2025 a lieu à partir du 29 septembre 2022 afin d'élire le président de la République. 
Le président sortant, Michel Aoun, dont le mandat de six ans prend fin le 31 octobre 2022, n'est pas éligible à sa réélection immédiate. 
Le scrutin a lieu au suffrage indirect par les membres de la Chambre des députés. Par convention selon le Pacte national libanais et l'accord de Taëf, le président est toujours un chrétien maronite, en vertu du système confessionnel. La présence d'un quorum de participation nécessaire pour valider la tenue du scrutin rend possible le blocage du processus avant qu'il ne puisse aboutir à un second tour, ce qui conduit à la répétition de premiers tours pendant plus d'une dizaine de sessions étalées de 2022 à 2025.
Comme lors de la précédente élection, les différentes formations politiques ne parviennent pas à s'entendre sur la désignation d'un successeur avant la fin du mandat présidentiel en cours, provoquant une vacance du pouvoir à la tête de l'État, la troisième consécutive depuis 2007 et la plus longue, d'une durée de plus de deux ans et deux mois.
Joseph Aoun, commandant des Forces armées, est finalement élu lors de la treizième session qui a lieu le 9 janvier 2025, avec une majorité de 99 voix sur 128.

## Contexte

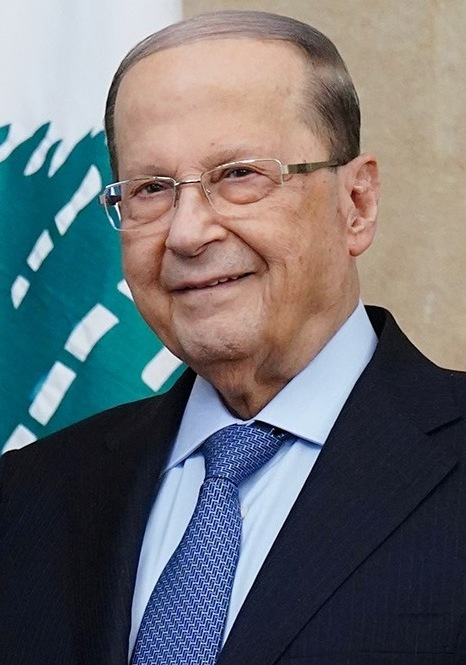
Michel Aoun

La précédente élection présidentielle fait l'objet d'une crise politique sans précédent, qui conduit le scrutin a s'étaler sur deux ans du 23 avril 2014 au 31 octobre 2016. Le quorum de participation des deux tiers des parlementaires n'est pas atteint, en raison du boycott des 20 députés du groupe parlementaire mené par Michel Aoun, des 13 députés du Hezbollah et de leur alliés respectifs, empêchant la bonne tenue du scrutin. Cette situation se répète sur un total de 45 sessions parlementaires tandis que l'intérim présidentiel est exercée collectivement par le conseil des ministres, contribuant à la paralysie institutionnelle du pays,,.

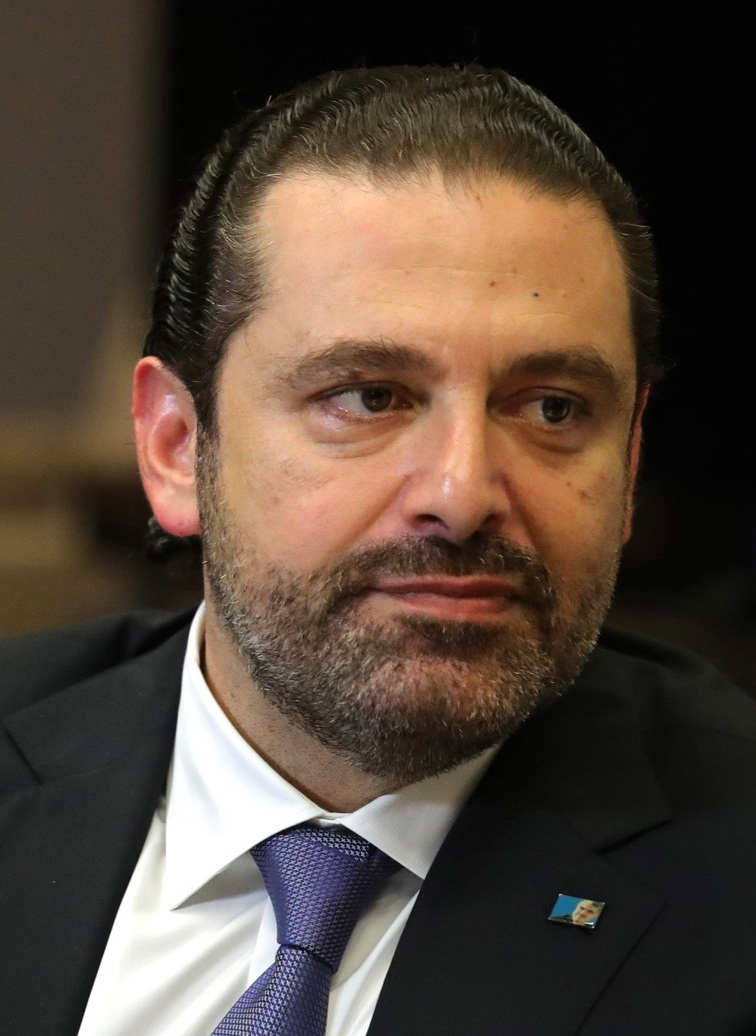
Saad Hariri

Après 45 sessions parlementaires, un accord est finalement trouvé fin 2016 sur la candidature de Michel Aoun. L'accord est rendu possible par le rapprochement de ce dernier, chrétien maronite à la tête du Courant patriotique libre (CPL), avec Saad Hariri, musulman sunnite fils de l’ancien Premier ministre Rafiq al-Hariri assassiné en 2005. Jusqu'alors irréconciliable, les deux hommes s'accordent sur l'élection d'Aoun à la présidence de la république en échange de la nomination d'Hariri à la Présidence du Conseil des ministres.
La Chambre est à nouveau convoquée le 31 octobre 2016 pour une 46e session, et la majorité élit Michel Aoun au second tour par 83 voix sur 84, avec 36 votes blancs et 7 votes nuls,. Son élection est accueillie avec un grand soulagement par la population, de nombreux coups de klaxons de voitures marquant la nouvelle tandis que des feux d'artifice sont même lancés au soir du scrutin dans plusieurs régions du pays.
Saad Hariri devient président du Conseil en décembre 2016. Il est reconduit après les élections législatives de 2018 à l'issue de huit mois de négociations, mais doit démissionner en octobre 2019 face à des manifestations de grande ampleur contre la stagnation de l'économie, le chômage, le système politique confessionnaliste, la corruption et l'incapacité du gouvernement à fournir les services essentiels tels que l'eau, l'électricité et l'assainissement,.

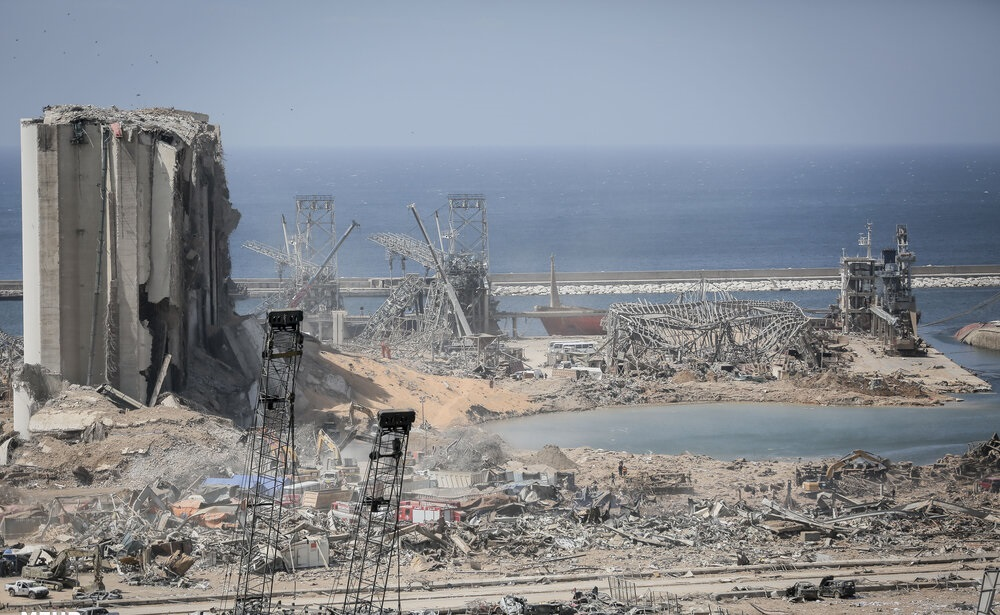
Cratère de l'explosion au port de Beyrouth.

Le gouvernement suivant formé par Hassan Diab ne parvient cependant pas à rétablir la situation économique et finit par chuter en août 2020 dans le contexte des explosions dans le port de Beyrouth, qui relancent le mouvement de protestation. Najib Mikati le remplace le 10 septembre 2021 après une tentative infructueuse de Moustapha Adib puis de Saad Hariri à former un gouvernement,.
La crise socio-économique s'accentue en 2021, la Banque mondiale (BM) allant jusqu'à la qualifier de « l’une des trois pires crises [économique et financière] que le monde ait connu depuis le milieu du XIXe siècle ». Le Produit intérieur brut (PIB) est ainsi passé de près de 55 milliards de dollars en 2018 à seulement 20 milliards deux ans plus tard. C'est dans ce contexte que sont organisées les élections législatives le 15 mai 2022, à l'issue desquelles la nouvelle Chambre des députés doit procéder à l'élection du président de la République. Le mandat de Michel Aoun s'achevant le 31 octobre 2022, la Chambre doit théoriquement élire son successeur avant cette date. En raison des difficultés politiques du pays, le non respect de cette date limite est cependant jugé probable.

## Système électoral
Le président de la République libanaise est élu pour un mandat de six ans — non renouvelable de manière consécutive — au suffrage indirect et secret par un collège électoral composé des 128 membres de la Chambre des députés,.
Le système électoral utilisé est un scrutin uninominal majoritaire à plusieurs tours. Pour l'emporter, un candidat doit réunir au premier tour la majorité qualifiée des deux tiers de l'ensemble des membres du collèges, soit 86 voix. À défaut, un second tour est organisé. Est alors élu le candidat qui remporte les voix de la majorité absolue des membres, soit 65 voix. Si besoin, des sessions supplémentaires sont réitérées jusqu'à ce qu'un candidat atteigne cette majorité,.
La majorité des deux tiers exigée au premier tour fait également de facto office de quorum de participation, le scrutin ne pouvant se tenir si moins des deux tiers des membres de la chambre sont présents.
En accord avec la constitution de 1926, un candidat à la présidence doit répondre aux mêmes qualifications qu'un membre du parlement : posséder la citoyenneté libanaise et être âgé d'au moins vingt-et-un ans. Le président ne peut se porter candidat à sa réélection que passée une période de six ans suivant la fin de son mandat. Il n'y a pas de limite au nombre total de mandats.
L'élection est organisée entre soixante et trente jours avant la fin du mandat du président sortant sur convocation du président de la Chambre des députés, ou dix jours avant si ce dernier ne procède pas à cette convocation. La Chambre est, par ailleurs, immédiatement convoquée en cas de vacance de la présidence en cours de mandat.

### Pacte national
Par convention, l'élection à la présidence de la République est soumise à une entente officieuse connue sous le nom de Pacte national, et réaffirmé par l'accord de Taëf, qui la limite aux seuls membres de la foi chrétienne maronite, en vertu du système confessionnel.
Absent de la constitution, le Pacte national est basé sur un accord officieux conclu en 1943 entre le président de la République chrétien maronite Béchara el-Khoury et son président du Conseil sunnite, Riad El Solh, lors de l'accession du Liban à l'indépendance vis-à-vis de la France. Le pacte stipule que le président de la République doit être un chrétien maronite, le président du Conseil des ministres un musulman sunnite et le président de la Chambre des députés un musulman chiite. L'accord de Taëf (اتفاق الطائف) est un traité inter-libanais signé le 22 octobre 1989, destiné à mettre fin à la guerre civile libanaise qui dure depuis 1975. Il est présenté comme une tentative de restauration de la paix par un cessez-le-feu et par la réconciliation nationale. Négocié à Taëf en Arabie saoudite, il réaffirme le système confessionnel en vigueur depuis 1943.

## Déroulement

Michel Moawad

### Première session le 29 septembre
La première session électorale est organisée le 29 septembre 2022. Fils de l'ancien président assassiné René Moawad, Michel Moawad arrive en tête avec 36 voix contre 11 à Salim Eddé, mais aucun candidat ne recueille la majorité requise de 86 voix au premier tour. Si 122 députés sont présents sur 128, le nombre de votes blancs (63) est en effet très élevé. Douze autres votes sont invalidés, dont dix voix attribuées « au Liban », une à l'iranienne Mahsa Amini dont la mort deux semaines plus tôt provoque des manifestations de grande ampleur, en cours au moment du vote. Enfin, une dernière voix est attribuée à « la ligne politique de Rachid Karamé », ancien président du Conseil assassiné en 1987 au cours de la guerre civile. Un grand nombre de députés — issu du Hezbollah et de ses alliés dont le Courant patriotique libre — quittent la salle avant la tenue du second tour, faisant chuter le nombre de députés présents à 64, soit en deçà du quorum exigé de 65 députés au second tour, ce qui provoque son annulation et le report du vote à une session ultérieure,.
| Candidats                | Candidats                | Partis                   | 1er tour | 1er tour | 2e tour            | 2e tour            |
| Candidats                | Candidats                | Partis                   | Voix     | %        | Voix               | %                  |
| ------------------------ | ------------------------ | ------------------------ | -------- | -------- | ------------------ | ------------------ |
|                          | Michel Moawad            | AH                       | 36       | 76,60    | Quorum non atteint | Quorum non atteint |
|                          | Salim Eddé               | Ind.                     | 11       | 23,40    | Quorum non atteint | Quorum non atteint |
|                          |                          |                          |          |          |                    |                    |
| Majorité requise         | Majorité requise         | Majorité requise         | 86 voix  | 86 voix  | 65 voix            | 65 voix            |
|                          |                          |                          |          |          |                    |                    |
| Votes valides            | Votes valides            | Votes valides            | 47       | 38,52    | Quorum non atteint | Quorum non atteint |
| Votes blancs             | Votes blancs             | Votes blancs             | 63       | 51,64    | Quorum non atteint | Quorum non atteint |
| Votes nuls               | Votes nuls               | Votes nuls               | 12       | 9,84     | Quorum non atteint | Quorum non atteint |
| Total                    | Total                    | Total                    | 122      | 100      | 64                 | 100                |
| Abstention               | Abstention               | Abstention               | 6        | 4,69     | 64                 | 50,00              |
| Inscrits / participation | Inscrits / participation | Inscrits / participation | 128      | 95,31    | 128                | 50,00              |

### Deuxième session le 13 octobre
Une seconde session convoquée pour le 13 octobre 2022 échoue d'emblée faute de quorum, seuls 71 députés étant présent sur 128, bien en deçà du quorum de 86 députés,.

### Troisième session le 20 octobre
Une troisième est convoquée pour le 20 octobre suivant. Elle échoue sensiblement comme la première, Michel Moawad arrivant en tête avec 42 voix contre une seule à Milad Abou Malhab. Le nombre de votes blancs et nuls empêche à nouveau une élection au premier tour, 55 députés votants blancs et 17 autres votants pour « Le nouveau Liban », et un chacun pour « Souverain, sauveur et réformateur », « Pour le Liban », « Dictateur juste » et « Personne ». Le boycott au second tour des alliés du Hezbollah, dont le Courant patriotique libre, empêche sa tenue faute de quorum,,.
| Candidats                | Candidats                | Partis                   | 1er tour | 1er tour | 2e tour            | 2e tour            |
| Candidats                | Candidats                | Partis                   | Voix     | %        | Voix               | %                  |
| ------------------------ | ------------------------ | ------------------------ | -------- | -------- | ------------------ | ------------------ |
|                          | Michel Moawad            | AH                       | 42       | 97,67    | Quorum non atteint | Quorum non atteint |
|                          | Milad Abou Malhab        | Ind.                     | 1        | 2,33     | Quorum non atteint | Quorum non atteint |
|                          |                          |                          |          |          |                    |                    |
| Majorité requise         | Majorité requise         | Majorité requise         | 86 voix  | 86 voix  | 65 voix            | 65 voix            |
|                          |                          |                          |          |          |                    |                    |
| Votes valides            | Votes valides            | Votes valides            | 43       | 36,13    | Quorum non atteint | Quorum non atteint |
| Votes blancs             | Votes blancs             | Votes blancs             | 55       | 46,22    | Quorum non atteint | Quorum non atteint |
| Votes nuls               | Votes nuls               | Votes nuls               | 21       | 17,65    | Quorum non atteint | Quorum non atteint |
| Total                    | Total                    | Total                    | 119      | 100      | Quorum non atteint | Quorum non atteint |
| Abstention               | Abstention               | Abstention               | 9        | 7,03     | Quorum non atteint | Quorum non atteint |
| Inscrits / participation | Inscrits / participation | Inscrits / participation | 128      | 92,97    | Quorum non atteint | Quorum non atteint |

### Quatrième session le 24 octobre
Une quatrième session organisée le 24 octobre donne lieu au même blocage, Michel Moawad n'obtenant plus que 39 voix contre dix au professeur Issam Khalifé. Avec 50 votes blancs, ces derniers connaissent une nouvelle baisse, tandis que treize députés votent pour « Le nouveau Liban », un « Pour le Liban » et un député votant « Condoléances ». La séance est encore une fois levée après un seul tour de scrutin faute de quorum pour un second.
| Candidats                | Candidats                | Partis                   | 1er tour | 1er tour | 2e tour            | 2e tour            |
| Candidats                | Candidats                | Partis                   | Voix     | %        | Voix               | %                  |
| ------------------------ | ------------------------ | ------------------------ | -------- | -------- | ------------------ | ------------------ |
|                          | Michel Moawad            | AH                       | 39       | 79,59    | Quorum non atteint | Quorum non atteint |
|                          | Issam Khalifeh           | Ind.                     | 10       | 21,41    | Quorum non atteint | Quorum non atteint |
|                          |                          |                          |          |          |                    |                    |
| Majorité requise         | Majorité requise         | Majorité requise         | 86 voix  | 86 voix  | 65 voix            | 65 voix            |
|                          |                          |                          |          |          |                    |                    |
| Votes valides            | Votes valides            | Votes valides            | 49       | 42,98    | Quorum non atteint | Quorum non atteint |
| Votes blancs             | Votes blancs             | Votes blancs             | 50       | 43,86    | Quorum non atteint | Quorum non atteint |
| Votes nuls               | Votes nuls               | Votes nuls               | 15       | 13,16    | Quorum non atteint | Quorum non atteint |
| Total                    | Total                    | Total                    | 114      | 100      | Quorum non atteint | Quorum non atteint |
| Abstention               | Abstention               | Abstention               | 14       | 10,94    | Quorum non atteint | Quorum non atteint |
| Inscrits / participation | Inscrits / participation | Inscrits / participation | 128      | 89,06    | Quorum non atteint | Quorum non atteint |

### Vacance du pouvoir le 31 octobre
Le 31 octobre, à l'issue de son mandat de six ans, le président Michel Aoun quitte ses fonctions et rejoint sa résidence privée. Comme en 2014 et 2007, l'absence de successeur désigné avant cette date entraîne une vacance du pouvoir à la tête de l'État à partir de cette date. Cette situation est accentuée par un décret signé par Aoun juste avant son départ, dans lequel il conteste le droit du gouvernement du président du Conseil Najib Mikati à diriger le pays, puisqu'il a accepté la démission de l'exécutif sortant.

### Cinquième session le 10 novembre
Une cinquième session organisée le 10 novembre donne lieu au même blocage, Michel Moawad obtenant 44 voix contre 6 au professeur Issam Khalifé, et une chacun à l'économiste Ziad Hayek et à l'ancien ministre de l’Intérieur Ziad Baroud. Avec 47 votes blancs, ceux ci connaissent une nouvelle baisse, tandis que sept députés votent pour « Le nouveau Liban », un « Plan B » et un autre « Pour le Liban ». La séance est encore une fois levée après un seul tour de scrutin faute de quorum pour un second. le blocage amène le député Melhem Khalaf à soulever la question de l'obligation du quorum, arguant que la constitution ne l'impose pas clairement au second tour,.
| Candidats                | Candidats                | Partis                   | 1er tour | 1er tour | 2e tour            | 2e tour            |
| Candidats                | Candidats                | Partis                   | Voix     | %        | Voix               | %                  |
| ------------------------ | ------------------------ | ------------------------ | -------- | -------- | ------------------ | ------------------ |
|                          | Michel Moawad            | AH                       | 44       | 84,61    | Quorum non atteint | Quorum non atteint |
|                          | Issam Khalifeh           | Ind.                     | 6        | 11,53    | Quorum non atteint | Quorum non atteint |
|                          | Ziad Baroud              | Ind.                     | 1        | 1,92     | Quorum non atteint | Quorum non atteint |
|                          | Ziad Hayek               | Ind.                     | 1        | 1,92     | Quorum non atteint | Quorum non atteint |
|                          |                          |                          |          |          |                    |                    |
| Majorité requise         | Majorité requise         | Majorité requise         | 86 voix  | 86 voix  | 65 voix            | 65 voix            |
|                          |                          |                          |          |          |                    |                    |
| Votes valides            | Votes valides            | Votes valides            | 52       | 48,14    | Quorum non atteint | Quorum non atteint |
| Votes blancs             | Votes blancs             | Votes blancs             | 47       | 43,51    | Quorum non atteint | Quorum non atteint |
| Votes nuls               | Votes nuls               | Votes nuls               | 9        | 9,72     | Quorum non atteint | Quorum non atteint |
| Total                    | Total                    | Total                    | 108      | 100      | Quorum non atteint | Quorum non atteint |
| Abstention               | Abstention               | Abstention               | 20       | 15,62    | Quorum non atteint | Quorum non atteint |
| Inscrits / participation | Inscrits / participation | Inscrits / participation | 128      | 84,38    | Quorum non atteint | Quorum non atteint |

### Sixième session le 17 novembre
Une sixième session a lieu le 17 novembre, dans un contexte d'appels croissant à remettre en question l'obligation du quorum au second tour, voire à considérer que celui-ci ne s'applique qu'au premier tour de la première session. Michel Moawad obtient 43 voix contre 7 au professeur Issam Khalifé, trois autres candidats obtenant quelques voix. Les votes blancs continuent de baisser, avec 46 d'entre eux, tandis que onze députés votent nuls dont neuf pour « Le nouveau Liban ». La séance est encore une fois levée après un seul tour de scrutin faute de quorum pour un second.
| Candidats                | Candidats                | Partis                   | 1er tour | 1er tour | 2e tour            | 2e tour            |
| Candidats                | Candidats                | Partis                   | Voix     | %        | Voix               | %                  |
| ------------------------ | ------------------------ | ------------------------ | -------- | -------- | ------------------ | ------------------ |
|                          | Michel Moawad            | AH                       | 43       | 78,18    | Quorum non atteint | Quorum non atteint |
|                          | Issam Khalifeh           | Ind.                     | 7        | 12,73    | Quorum non atteint | Quorum non atteint |
|                          | Ziad Baroud              | Ind.                     | 3        | 5,45     | Quorum non atteint | Quorum non atteint |
|                          | Sleiman Frangié          | Marada                   | 1        | 1,82     | Quorum non atteint | Quorum non atteint |
|                          | Michel Daher             | Ind.                     | 1        | 1,82     | Quorum non atteint | Quorum non atteint |
|                          |                          |                          |          |          |                    |                    |
| Majorité requise         | Majorité requise         | Majorité requise         | 86 voix  | 86 voix  | 65 voix            | 65 voix            |
|                          |                          |                          |          |          |                    |                    |
| Votes valides            | Votes valides            | Votes valides            | 55       | 49,11    | Quorum non atteint | Quorum non atteint |
| Votes blancs             | Votes blancs             | Votes blancs             | 46       | 41,07    | Quorum non atteint | Quorum non atteint |
| Votes nuls               | Votes nuls               | Votes nuls               | 11       | 9,82     | Quorum non atteint | Quorum non atteint |
| Total                    | Total                    | Total                    | 112      | 100      | Quorum non atteint | Quorum non atteint |
| Abstention               | Abstention               | Abstention               | 16       | 12,50    | Quorum non atteint | Quorum non atteint |
| Inscrits / participation | Inscrits / participation | Inscrits / participation | 128      | 87,50    | Quorum non atteint | Quorum non atteint |

### Septième session le 24 novembre
Une septième session a lieu le 24 novembre. Michel Moawad obtient 42 voix contre 6 au professeur Issam Khalifé, 2 à Ziyad Baroud, et une à l'ancien directeur des Douanes, Badri Daher, un proche du Courant patriotique libre, incarcéré dans le cadre de l'enquête sur l'explosion au port de Beyrouth. Les votes blancs remontent à 50, tandis que neuf députés votent nul dont huit pour « Le nouveau Liban ». La séance est encore une fois levée après un seul tour de scrutin faute de quorum pour un second.
| Candidats                | Candidats                | Partis                   | 1er tour | 1er tour | 2e tour            | 2e tour            |
| Candidats                | Candidats                | Partis                   | Voix     | %        | Voix               | %                  |
| ------------------------ | ------------------------ | ------------------------ | -------- | -------- | ------------------ | ------------------ |
|                          | Michel Moawad            | AH                       | 42       | 82,35    | Quorum non atteint | Quorum non atteint |
|                          | Issam Khalifeh           | Ind.                     | 6        | 11,76    | Quorum non atteint | Quorum non atteint |
|                          | Ziad Baroud              | Ind.                     | 2        | 3,92     | Quorum non atteint | Quorum non atteint |
|                          | Bedri Daher              | Ind.                     | 1        | 1,96     | Quorum non atteint | Quorum non atteint |
|                          |                          |                          |          |          |                    |                    |
| Majorité requise         | Majorité requise         | Majorité requise         | 86 voix  | 86 voix  | 65 voix            | 65 voix            |
|                          |                          |                          |          |          |                    |                    |
| Votes valides            | Votes valides            | Votes valides            | 51       | 46,36    | Quorum non atteint | Quorum non atteint |
| Votes blancs             | Votes blancs             | Votes blancs             | 50       | 45,45    | Quorum non atteint | Quorum non atteint |
| Votes nuls               | Votes nuls               | Votes nuls               | 9        | 8,18     | Quorum non atteint | Quorum non atteint |
| Total                    | Total                    | Total                    | 110      | 100      | Quorum non atteint | Quorum non atteint |
| Abstention               | Abstention               | Abstention               | 18       | 14,07    | Quorum non atteint | Quorum non atteint |
| Inscrits / participation | Inscrits / participation | Inscrits / participation | 128      | 85,93    | Quorum non atteint | Quorum non atteint |

### Huitième session le1erdécembre
Une huitième session infructueuse a lieu le 1er décembre.
| Candidats                | Candidats                | Partis                   | 1er tour | 1er tour | 2e tour            | 2e tour            |
| Candidats                | Candidats                | Partis                   | Voix     | %        | Voix               | %                  |
| ------------------------ | ------------------------ | ------------------------ | -------- | -------- | ------------------ | ------------------ |
|                          | Michel Moawad            | AH                       | 37       | 82,22    | Quorum non atteint | Quorum non atteint |
|                          | Issam Khalifeh           | Ind.                     | 4        | 8,88     | Quorum non atteint | Quorum non atteint |
|                          | Ziad Baroud              | Ind.                     | 2        | 4,44     | Quorum non atteint | Quorum non atteint |
|                          | Bedri Daher              | Ind.                     | 1        | 2,22     | Quorum non atteint | Quorum non atteint |
|                          | Béchara Abi Younes       | Ind.                     | 1        | 2,22     | Quorum non atteint | Quorum non atteint |
|                          |                          |                          |          |          |                    |                    |
| Majorité requise         | Majorité requise         | Majorité requise         | 86 voix  | 86 voix  | 65 voix            | 65 voix            |
|                          |                          |                          |          |          |                    |                    |
| Votes valides            | Votes valides            | Votes valides            | 45       | 40,54    | Quorum non atteint | Quorum non atteint |
| Votes blancs             | Votes blancs             | Votes blancs             | 52       | 46,84    | Quorum non atteint | Quorum non atteint |
| Votes nuls               | Votes nuls               | Votes nuls               | 14       | 12,61    | Quorum non atteint | Quorum non atteint |
| Total                    | Total                    | Total                    | 111      | 100      | Quorum non atteint | Quorum non atteint |
| Abstention               | Abstention               | Abstention               | 17       | 13,29    | Quorum non atteint | Quorum non atteint |
| Inscrits / participation | Inscrits / participation | Inscrits / participation | 128      | 86,71    | Quorum non atteint | Quorum non atteint |

### Neuvième session le 8 décembre
Une neuvième session infructueuse a lieu le 8 décembre.
| Candidats                | Candidats                | Partis                   | 1er tour | 1er tour | 2e tour            | 2e tour            |
| Candidats                | Candidats                | Partis                   | Voix     | %        | Voix               | %                  |
| ------------------------ | ------------------------ | ------------------------ | -------- | -------- | ------------------ | ------------------ |
|                          | Michel Moawad            | AH                       | 39       | 78,00    | Quorum non atteint | Quorum non atteint |
|                          | Issam Khalifeh           | Ind.                     | 5        | 10,00    | Quorum non atteint | Quorum non atteint |
|                          | Bedri Daher              | Ind.                     | 3        | 6,00     | Quorum non atteint | Quorum non atteint |
|                          | Ziad Baroud              | Ind.                     | 1        | 2,00     | Quorum non atteint | Quorum non atteint |
|                          | Fawzi Bou Malhab         | Ind.                     | 1        | 2,00     | Quorum non atteint | Quorum non atteint |
|                          | Salah Honein             | Ind.                     | 1        | 2,00     | Quorum non atteint | Quorum non atteint |
|                          |                          |                          |          |          |                    |                    |
| Majorité requise         | Majorité requise         | Majorité requise         | 86 voix  | 86 voix  | 65 voix            | 65 voix            |
|                          |                          |                          |          |          |                    |                    |
| Votes valides            | Votes valides            | Votes valides            | 50       | 47,62    | Quorum non atteint | Quorum non atteint |
| Votes blancs             | Votes blancs             | Votes blancs             | 39       | 37,14    | Quorum non atteint | Quorum non atteint |
| Votes nuls               | Votes nuls               | Votes nuls               | 16       | 15,24    | Quorum non atteint | Quorum non atteint |
| Total                    | Total                    | Total                    | 105      | 100      | Quorum non atteint | Quorum non atteint |
| Abstention               | Abstention               | Abstention               | 23       | 17,97    | Quorum non atteint | Quorum non atteint |
| Inscrits / participation | Inscrits / participation | Inscrits / participation | 128      | 82,03    | Quorum non atteint | Quorum non atteint |

### Dixième session le 15 décembre
Une dixième session infructueuse a lieu le 15 décembre.
| Candidats                | Candidats                | Partis                   | 1er tour | 1er tour | 2e tour            | 2e tour            |
| Candidats                | Candidats                | Partis                   | Voix     | %        | Voix               | %                  |
| ------------------------ | ------------------------ | ------------------------ | -------- | -------- | ------------------ | ------------------ |
|                          | Michel Moawad            | AH                       | 38       | 73,08    | Quorum non atteint | Quorum non atteint |
|                          | Issam Khalifeh           | Ind.                     | 8        | 15,38    | Quorum non atteint | Quorum non atteint |
|                          | Ziad Baroud              | Ind.                     | 2        | 3,85     | Quorum non atteint | Quorum non atteint |
|                          | Salah Honein             | Ind.                     | 2        | 3,85     | Quorum non atteint | Quorum non atteint |
|                          | Fawzi Bou Malhab         | Ind.                     | 1        | 1,92     | Quorum non atteint | Quorum non atteint |
|                          | Chafic Merhi             | Ind.                     | 1        | 1,92     | Quorum non atteint | Quorum non atteint |
|                          |                          |                          |          |          |                    |                    |
| Majorité requise         | Majorité requise         | Majorité requise         | 86 voix  | 86 voix  | 65 voix            | 65 voix            |
|                          |                          |                          |          |          |                    |                    |
| Votes valides            | Votes valides            | Votes valides            | 52       | 47,71    | Quorum non atteint | Quorum non atteint |
| Votes blancs             | Votes blancs             | Votes blancs             | 37       | 33,94    | Quorum non atteint | Quorum non atteint |
| Votes nuls               | Votes nuls               | Votes nuls               | 20       | 18,35    | Quorum non atteint | Quorum non atteint |
| Total                    | Total                    | Total                    | 109      | 100      | Quorum non atteint | Quorum non atteint |
| Abstention               | Abstention               | Abstention               | 19       | 14,84    | Quorum non atteint | Quorum non atteint |
| Inscrits / participation | Inscrits / participation | Inscrits / participation | 128      | 85,16    | Quorum non atteint | Quorum non atteint |

### Onzième session le 19 janvier 2023
Une onzième session infructueuse a lieu le 19 janvier,.
| Candidats                | Candidats                | Partis                   | 1er tour | 1er tour | 2e tour            | 2e tour            |
| Candidats                | Candidats                | Partis                   | Voix     | %        | Voix               | %                  |
| ------------------------ | ------------------------ | ------------------------ | -------- | -------- | ------------------ | ------------------ |
|                          | Michel Moawad            | AH                       | 34       | 75,55    | Quorum non atteint | Quorum non atteint |
|                          | Issam Khalifeh           | Ind.                     | 7        | 15,55    | Quorum non atteint | Quorum non atteint |
|                          | Ziad Baroud              | Ind.                     | 2        | 4,44     | Quorum non atteint | Quorum non atteint |
|                          | Salah Honein             | Ind.                     | 1        | 2,22     | Quorum non atteint | Quorum non atteint |
|                          | Miled Bou Malhab         | Ind.                     | 1        | 1,92     | Quorum non atteint | Quorum non atteint |
|                          |                          |                          |          |          |                    |                    |
| Majorité requise         | Majorité requise         | Majorité requise         | 86 voix  | 86 voix  | 65 voix            | 65 voix            |
|                          |                          |                          |          |          |                    |                    |
| Votes valides            | Votes valides            | Votes valides            | 45       | 40,54    | Quorum non atteint | Quorum non atteint |
| Votes blancs             | Votes blancs             | Votes blancs             | 37       | 33,33    | Quorum non atteint | Quorum non atteint |
| Votes nuls               | Votes nuls               | Votes nuls               | 29       | 26,13    | Quorum non atteint | Quorum non atteint |
| Total                    | Total                    | Total                    | 111      | 100      | Quorum non atteint | Quorum non atteint |
| Abstention               | Abstention               | Abstention               | 17       | 13,28    | Quorum non atteint | Quorum non atteint |
| Inscrits / participation | Inscrits / participation | Inscrits / participation | 128      | 86,72    | Quorum non atteint | Quorum non atteint |

### Premier intermède

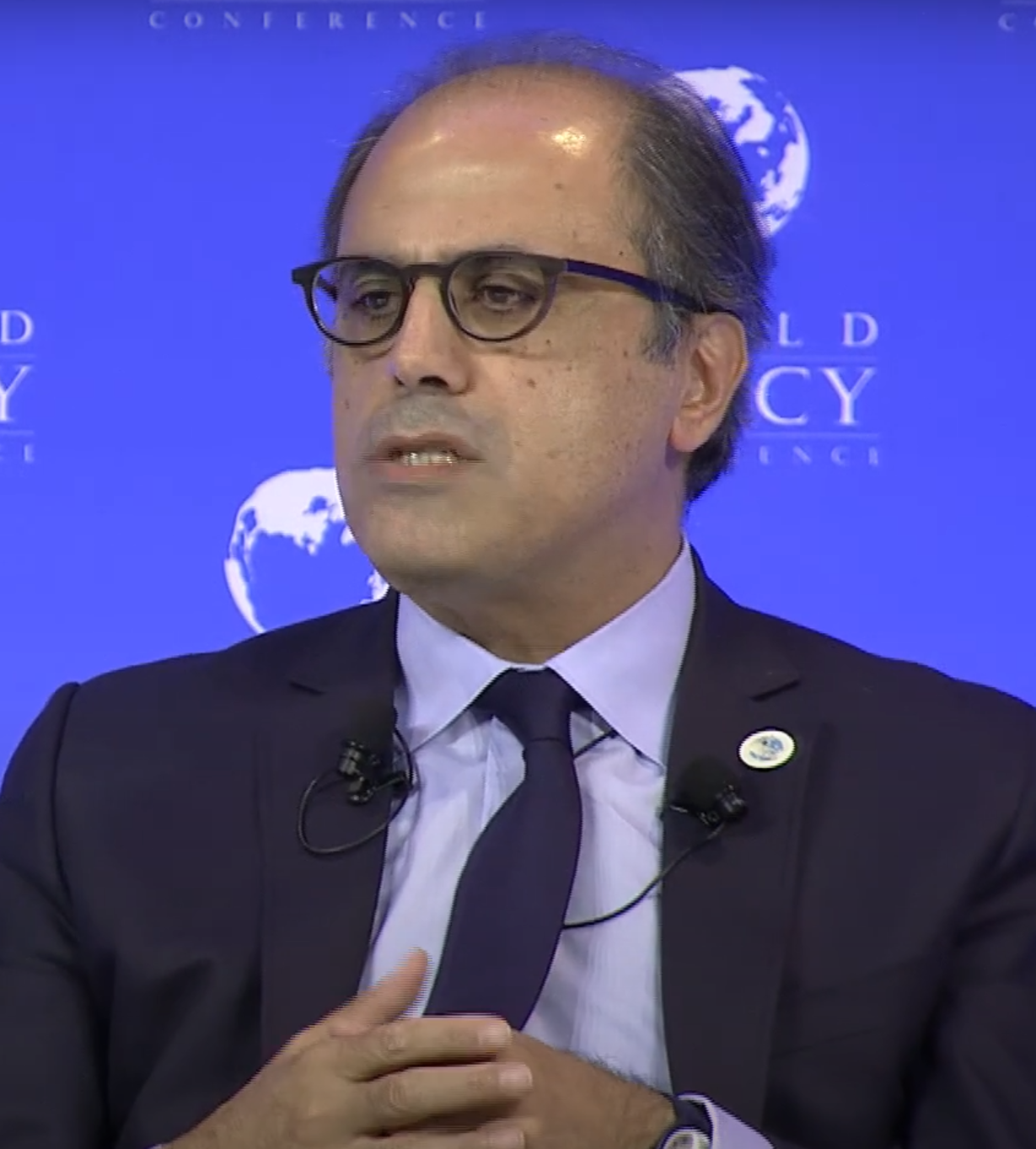
Jihad Azour

Devant l'échec répété des tentatives d'élire un candidat de consensus, le président de la Chambre, Nabih Berri, annonce suspendre la convocation de nouvelle session tant qu'un consensus n'aura pas été trouvé. La suspension de l'élection amène les députés Melhem Khalaf et Najat Saliba à protester par l'organisation d'un Sit-in au sein de la Chambre, dans laquelle ils restent jour et nuit pendant plus de cinq jours.
La situation reste bloquée jusqu'à la fin du mois de mai 2023, lorsque des négociations organisées par le député Ghassan Skaff parviennent à faire s'accorder les principaux partis d'opposition à la faveur de dissensions croissantes entre le Hezbollah et le Courant patriotique libre, dans le contexte d'un réchauffement des relations entre la Syrie et les États du Golfe. La relance du scrutin intervient par ailleurs à l'approche de sanctions des États-Unis à l'encontre de 19 personnalités politiques, hauts fonctionnaires et députés accusés de bloquer le processus démocratique dans le pays. L'entrée en vigueur de ces sanctions, qui visent notamment Nabih Berri, doit avoir lieu à la fin du mois de juin si aucun président n'est élu avant cette date,,.
Soutenue par le patriarche maronite Bechara Boutros Rahi, l'initiative conduit le Courant patriotique libre, les Forces libanaises, les Phalanges libanaises et le Parti socialiste progressiste à s'accorder sur la candidature commune de Jihad Azour. Économiste de formation, ce dernier travaille alors au Fonds monétaire international après avoir été ministre des Finances de 2005 à 2008,. Dans la foulée, Michel Moawad annonce le 4 juin retirer sa candidature et soutenir celle d'Azour.
Cet accord permet la convocation par Nabih Berri d'une douzième session le 14 juin suivant. Jihad Azour affronte notamment l'ancien ministre de l'Intérieur et chef du Mouvement Marada Sleiman Frangié, candidat du Mouvement Amal et du Hezbollah. Ce dernier dénonce la candidature de Jihad Azour comme une « manœuvre » des partis chrétiens.

### Douzième session le 14 juin 2023
Une douzième session infructueuse a lieu le 14 juin,. Si la totalité des 128 députés participent au premier tour, aucun candidat ne l'emporte, suivi à nouveau du boycott du second tour pour lequel ne restent que 81 députés, soit cinq de moins que le quorum exigé. La session est marquée par la forte concentration des voix entre les deux nouveaux principaux candidats, Jihad Azour et Sleiman Frangié. Bien qu'arrivé deuxième avec 51 voix, ce dernier sort renforcé, les pronostics ne lui en attribuant pas plus de 45 avant le vote. Huit votes nuls se portent à nouveau pour « Le nouveau Liban » tandis qu'un neuvième se porte sur l'entrepreneur Jihad Al Arab avant d'être annulé, ce dernier étant musulman sunnite. Enfin, un dernier vote est initialement annoncé manquant avant d'être attribué à Ziad Baroud après l'intervention du vice-président de la Chambre Élias Bou Saab en faveur d'un recompte,
| Candidats                | Candidats                | Partis                   | 1er tour | 1er tour | 2e tour            | 2e tour            |
| Candidats                | Candidats                | Partis                   | Voix     | %        | Voix               | %                  |
| ------------------------ | ------------------------ | ------------------------ | -------- | -------- | ------------------ | ------------------ |
|                          | Jihad Azour              | Ind.                     | 59       | 50,00    | Quorum non atteint | Quorum non atteint |
|                          | Sleiman Frangié          | Marada                   | 51       | 43,22    | Quorum non atteint | Quorum non atteint |
|                          | Ziad Baroud              | Ind.                     | 7        | 5,93     | Quorum non atteint | Quorum non atteint |
|                          | Joseph Aoun              | Ind.                     | 1        | 0,85     | Quorum non atteint | Quorum non atteint |
|                          |                          |                          |          |          |                    |                    |
| Majorité requise         | Majorité requise         | Majorité requise         | 86 voix  | 86 voix  | 65 voix            | 65 voix            |
|                          |                          |                          |          |          |                    |                    |
| Votes valides            | Votes valides            | Votes valides            | 118      | 92,19    | Quorum non atteint | Quorum non atteint |
| Votes blancs             | Votes blancs             | Votes blancs             | 1        | 0,78     | Quorum non atteint | Quorum non atteint |
| Votes nuls               | Votes nuls               | Votes nuls               | 9        | 9,03     | Quorum non atteint | Quorum non atteint |
| Total                    | Total                    | Total                    | 128      | 100      | Quorum non atteint | Quorum non atteint |
| Abstention               | Abstention               | Abstention               | 0        | 0        | Quorum non atteint | Quorum non atteint |
| Inscrits / participation | Inscrits / participation | Inscrits / participation | 128      | 100      | Quorum non atteint | Quorum non atteint |

### Second intermède
Le nouvel échec du vote conduit à des appels renouvelés au dialogue, dont notamment de la part du président du parlement, Nabih Berry, qui s'engage à ouvrir une session en septembre si les chefs des groupes parlementaires se réunissent préalablement pendant sept jours pour s'accorder sur un ou plusieurs candidats. Cependant, la guerre entre Israël et le Hezbollah débutée en octobre 2023 avec la guerre entre Israël et le Hamas palestinien, empêche la tenue d'une élection présidentielle.

### Treizième session le 9 janvier 2025
Après l’affaiblissement en novembre 2024 du Hezbollah à l'issue de sa guerre avec Israël, il est convenu que les députés se réunissent le 9 janvier 2025 pour tenter d'élire un nouveau président,. C'est Joseph Aoun, commandant des Forces armées libanaises, qui remporte l'élection.
|                          | Joseph Aoun              | Ind.                     | 71      | 97,26   | 99      | 98,02   |  |  |  |  |
|                          | Chibli Mallat            | Ind.                     | 2       | 2,74    | 2       | 1,98    |  |  |  |  |
|                          |                          |                          |         |         |         |         |  |  |  |  |
| Majorité requise         | Majorité requise         | Majorité requise         | 86 voix | 86 voix | 65 voix | 65 voix |  |  |  |  |
|                          |                          |                          |         |         |         |         |  |  |  |  |
| Votes valides            | Votes valides            | Votes valides            | 73      | 57,03   | 101     | 78,91   |  |  |  |  |
| Votes blancs             | Votes blancs             | Votes blancs             | 37      | 28,91   | 9       | 7,03    |  |  |  |  |
| Votes nuls               | Votes nuls               | Votes nuls               | 18      | 14,06   | 18      | 14,06   |  |  |  |  |
| Total                    | Total                    | Total                    | 128     | 100,00  | 128     | 100,00  |  |  |  |  |
| Abstention               | Abstention               | Abstention               | 0       | 0,00    | 0       | 0,00    |  |  |  |  |
| Inscrits / participation | Inscrits / participation | Inscrits / participation | 128     | 100,00  | 128     | 100,00  |  |  |  |  |